# 폴 오스터
폴 벤저민 오스터(영어: Paul Benjamin Auster, 1947년 2월 3일 ~ 2024년 4월 30일)는 미국의 소설가이다.

## 생애
뉴저지주의 뉴어크에서 태어났다. 1970년 컬럼비아 대학교를 졸업한 후 프랑스에서 한동안 머물다가 1974년 미국으로 돌아왔다.
독특한 소재의 이야기에 팽팽한 긴장이 느껴지는 현장감과 은은한 감동을 가미시키는 천부적 재능을 갖고 있는 그는 현대 작가로서는 보기 드문 재능과 문학적 깊이, 문학의 기인이라 불릴 만큼 개성 있는 독창성과 담대함을 소유한 작가이기도 하다. 시인으로 처음 경력을 시작하며 특히나 프랑스와 독일의 시인 에드몽 자베스, 파울 첼란 등 유대계 시인들의 영향을 많이 받았다. 미국 문학에서의 사실주의적인 경향과 신비주의적인 전통이 혼합되고, 동시에 멜로드라마적 요소와 명상적 요소가 한데 뒤섞여 있기도 한 그의 작품들은, 문학 장르의 모든 특징적 요소들이 혼성된 '아름답게 디자인된 예술품'이라는 극찬을 받은 바 있다.
이렇게 많은 비평가들의 호평 속에 발간된 그의 작품들은 미국뿐만 아니라 유럽 문단, 특히 프랑스에서 주목받고 있으며, 그의 작품들은 현재 20여 개국에서 번역 출간되고 있다. 그의 작품들은 기적과 상실, 고독과 열광의 이야기를 전광석화 같은 언어로 종횡무진 전개해 나가고 있다. 또한 운명적인 만남과 그리고 상징적인 이미지들을 탄탄한 문장과 짜임새 있는 구성으로 결합시켜 독자들을 있을 법하지 않게 뒤얽힌 우연의 연속으로 이끌어 간다.
오스터의 작품으로는 1993년 메디치 외국 문학상을 수상한 『거대한 괴물』 외에 『뉴욕 3부작』, 『달의 궁전』, 미국 예술원의 모톤 다우웬 자블상 수상작인 『우연의 음악』, 『공중 곡예사』 등이 있고 에세이집 『폴 오스터의 뉴욕 통신』, 시집 『소멸』 등이 있다.
폴 오스터는 종종 프란츠 카프카 혹은 사뮈엘 베케트와 비견된다. 당연히 그는 이들과 흡사한 시각에서, 그러나 전혀 독특한 방식으로 운명과 그것이 인간을 지배하는 방식에 몰두한다. 상징적인 이미지들을 탄탄한 문체와 짜임새 있는 구성으로 결합시키는 발군의 문학적 기량은 폴 오스터 이외의 다른 작가에서 좀처럼 발견할 수 없는 덕목이다.

## 한국에 소개된 작품목록

### 소설
- 《스퀴즈 플레이》(Squeeze Play, 1984)
- 《뉴욕 삼부작》(The New York Trilogy, 1987)
- 《폐허의 도시》(In The Country of Last Things, 1987)
- 《달의 궁전》(Moon Palace, 1989)
- 《우연의 음악》(The Music of Chance, 1990)
- 《거대한 괴물》(Leviathan, 1992)
- 《오기 렌의 크리스마스 이야기》(Auggie Wren's Christmas Story, 1992)
- 《공중 곡예사》(Mr. Vertigo, 1994)[1]
- 《동행》(Timbuktu, 1999)
- 《환상의 책》(The Book of Illusions, 2002)
- 《신탁의 밤》(Oracle Night, 2004)
- 《브루클린 풍자극》(The Brooklyn Follies, 2005)
- 《기록실로의 여행》(Travel in the Scriptorium, 2006)
- 《어둠속의 남자》(Man in the Dark, 2008)
- 《보이지 않는》(Invisible, 2010)
- 《선셋 파크》(Sunset Park, 2013)
- 《4 3 2 1》(4 3 2 1, 2017)

### 영화/시나리오
- The music of chance (1993)

- 스모크(Smoke, 1995)
- Blue in the face (1995)
- 다리 위의 룰루(Lulu on the Bridge, 1998)
- The Inner Life of Martin Frost (2007)

### 에세이
- 굶기의 예술(The Art of Hunger, 1982)
- 고독의 발명(The Invention of Solitude, 1982)
- 빨간 공책(The Red Notebook, 1992)
- 왜 쓰는가?(Why Write?, 1996)
- 빵굽는 타자기(Hand To Mouth, 1997)
- 나는 아버지가 하느님인 줄 알았다(I Thought My Father Was God, 2001)
- 타자기를 치켜세움(The Story of My Typewriter, 2002)
- 겨울 일기(Winter Journal, 2014)

### 시집
- 소멸(Disappearances : Selected Poems, 1987)